# Кірнаті
Кірнаті (груз. კირნათი) — село в Грузії.
За даними перепису населення 2014 року в селі проживає 340 осіб.